# 1576
سنة 1576 كانت سنة بسيطة تبدأ يوم الأحد (الرابط يظهر نموذج التقويم الكامل للسنة) من التقويم اليولياني.

## أحداث
- تأسيس مدينة ليون وتقع حاليا في المكسيك.

## مواليد
- أباظة محمد باشا سياسي عثماني
- توماس دادلي سياسي من الولايات المتحدة الأمريكية
- سانتينو سولاري مهندس معماري إيطالي
- غريغوريو فرنانديز فنان إسباني
- كاسبار شوبه

## وفيات
- آدم نويزر ثيولوجي ألماني
- إيزابيلا دي ميديشي
- إيزابيلا من براغانزا
- استيفاو دا غاما دبلوماسي برتغالي
- تشارلز ستيوارت
- تيتيان رسام إيطالي
- جيرولامو كاردانو رياضياتي وطبيب إيطالي
- جيمس ألداي
- حسين بن عبد الصمد الحارثي فقيه مسلم
- طهماسب الأول شاه إيران
- فرانشيسكو وجوزيبي داتارو مهندس معماري إيطالي
- فولخر كويتر
- كورنيليوس يانسن (أسقف غنت)
- كونراد هاس
- ماكسيمليان الثاني
- هانس زاكس